# Specjalistyczny Szpital im. dra Alfreda Sokołowskiego w Wałbrzychu
Specjalistyczny Zespolony Szpital im. dra Alfreda Sokołowskiego w Wałbrzychu – wieloprofilowa specjalistyczna placówka mieszcząca się przy ulicy Alfreda Sokołowskiego 4 w dzielnicy Piaskowa Góra oraz ulicy Stefana Batorego w centrum Wałbrzycha. Placówka powstała w 1972, dawniej był to Szpital Górniczy.
Od 2025 roku,  szpital posiada kliniki chirurgii, hematologii i onkologii, medycyny ogólnej, pediatrii oraz chirurgii szczękowo-twarzowej. 
Szpital pod względem liczby świadczeń jest drugim na Dolnym Śląsku ośrodkiem medycznym, placówka prowadzi kształcenie lekarzy specjalistów w 23 specjalnościach. Szpital prowadzi program naukowy we współpracy z Politechniką Wrocławską oraz ze szpitalem Methodist International w Houston. Placówka posiada certyfikat ISO oraz akredytację Centrum Monitorowania Jakości w Ochronie Zdrowia.
W skład kompleksu szpitalnego wchodzą:
- Specjalistycznego Szpitala im. Stefana Batorego przy ulicy Batorego
- Specjalistyczny ZoZ nad Matką i Dzieckiem (dawny Wojewódzki Specjalistyczny Zespół Opieki Zdrowotnej nad Matką i Dzieckiem) ul. Batorego
- Międzynarodowe Centrum Onkologii "Euromedic", które jest partnerem Szpitala Methodist International w Houston w Stanach Zjednoczonych[6].

## Historia
Szpital powstał w 1972 roku jako Zespół Opieki Zdrowotnej dla Górników i w jego skład wchodziły:
- Obwodowa Przychodnia Górnicza
- Szpital Górniczy
- Przychodnia przy Okręgowej Stacji Ratownictwa Górniczego w Wałbrzychu
- Pogotowie Górnicze w Wałbrzychu

Szpital powstał ze względu strukturę przemysłu wałbrzyskiego, sprawował również specjalistyczny nadzór wojewódzki w dziedzinie medycyny pracy.
- Pierwszym dyrektorem szpitala został lekarz Jerzy Sawicki.
- W grudniu 1992 decyzją wojewody wałbrzyskiego Szpital Górniczy został przekształcony w Szpital Wojewódzki im. dra A. Sokołowskiego (nr rej. 28 /0001/92). Na podstawie Zarządzenia Wojewody Wałbrzyskiego Nr 103/98 z dnia 20.07.1998 roku przekształcił się w Samodzielny Publiczny ZOZ Szpital Wojewódzki.

Szpital początkowo miał trudności finansowe, borykał się z różnymi problemami. W 2003 roku po objęciu funkcji dyrektora przez Romana Szełemeja szpital w szybki tempie zaczął się rozwijać i zmniejszać swój dług. Roman Szełemej po późniejszym funkcjonowaniu jako dyrektor pełnił też funkcję pełnomocnika ds. konsolidacji szpitali wałbrzyskich, podjął decyzję o połączeniu wałbrzyskich szpitali, co przyczyniło się rozkwitu wałbrzyskich szpitali i ogromnej poprawie w budżecie szpitali oraz funkcjonowaniu.
- W listopadzie 2005 przyłączono Specjalistyczny Szpital im. dra Stefana Batorego.
- W październiku 2008 przy szpitalu otwarto Międzynarodowe Centrum Onkologii w oparciu o partnerstwo ze Szpitala Methodist International z Houston
- 6 listopada 2009 otwarto Wałbrzyski Ośrodek Psychiatrii przy ulicy Batorego.
- 1 marca 2010 w obecności minister zdrowia Ewy Kopacz otwarto Szpitalny Oddział Ratunkowy oraz przebudowany Oddział Intensywnej Terapii i lądowisko sanitarne przy ulicy Sokołowskiego, a następnie przy ulicy Stefana Batorego otwarto Oddział Neonatologiczny i uruchomiono ambulans neonatologiczny (N)[7].
- W październiku 2010 przy ulicy Sokołowskiego dobudowano piętro i otwarto nowy oddział Chirurgii Onkologicznej.
- W lipcu 2011 oddano do użytku zmodernizowany nowoczesny blok operacyjny przy ulicy Sokołowskiego i wmurowano kamień węgielny pod budowę Centrum Pulmonologicznego.
- 3 grudnia 2013 zakończono budowę nowego skrzydła Centrum Pulmonologicznego przy ulicy Sokołowskiego, w budynku są dwa oddziały: pulmonologiczny i stacja dializ oraz centrum dydaktyczno-naukowe.
- W 2014 na oddziale neurochirurgii dokonano pierwszego w Polsce zabiegu embolizacji tętniaka mózgu nowym systemem WEB. Zabieg był wykonany przez doktorów Macieja Miś i Marcina Miś pod nadzorem profesora dr. n. med. Joachim Klisch z Helios Hospital Erfut w Niemczech.
- 22 marca 2018, po raz pierwszy w Europie, zastosowano metodę rekonstrukcji piersi z implantem siatki polimerowej. Operacji dokonał dr Paweł Pyka kierujący oddziałem chirurgii onkologicznej[8].
- 2018 rok – rozpoczęto rozbudowę szpitala. Rozbudowa ma na celu powiększenie Szpitalnego Oddziału Ratunkowego o jedno piętro, w którym znajdować się będą sale dla dzieci i dorosłych oraz sale oddziału intensywnej opieki medycznej, część administracyjna z salą konferencyjną[9].
- 19 stycznia 2018 wykonano w szpitalu drugi w Polsce zabieg bariatrycznego endoskopowego leczenia otyłości, przeprowadzony przez dr. Artura Raitera[10][11]
- w lipcu 2020 dr Artur Raiter jako pierwszy w Polsce wykorzystał metodę endoskopową do zoperowania zapalenia pęcherzyka żółciowego[12]